# Nie mehr zurück
Nie mehr zurück ist ein Album des Sängers und Liedermachers Hannes Wader aus dem Jahre 1991.

## Entstehung/Bedeutung
Nie mehr zurück ist ein biografisches Album geworden. Der Liedermacher setzte sich intensiv mit Lebenshaltung und -einstellung, Jugend und Alter auseinander. Hannes Wader feierte von der Öffentlichkeit kaum beachtet sein 25-jähriges Bühnenjubiläum, was er zum Anlass nahm, sich mit sich und seinem Leben auseinanderzusetzen.

## Titelliste
1. Krebsgang – 2:36
2. Im Januar – 3:46
3. Traumtänzer – 3:38
4. Schön ist das Alter – 4:04
5. Die Stille – 3:42
6. Der Zimmermann – 4:10
7. Der Büffel – 6:20
8. Du träumst von alten Zeiten – 3:26
9. Schön ist die Jugend – 4:28
10. Erste Liebe – 5:06